# Knutwil
Knutwil es una comuna suiza del cantón de Lucerna, situada en el distrito de Sursee. Limita al norte con la comuna de Triengen, al este con Büron y Geuensee, al sureste con Sursee, al sur con Mauensee, y al oeste con Dagmersellen.